# Лаптєв Андрій Олександрович
Лаптєв Андрій Олександрович (5 лютого 1959 — 30 січня 2021) — полковник ЗС РФ; льотчик-випробувач. Герой Росії (2005).

## Життєпис
Народився 5 лютого 1959 у м. Керч. Закінчив середню школу, потім Балашовське вище військове авіаційне училище льотчиків. У 1989 році Лаптєв закінчив Центр підготовки льотчиків-випробувачів ГК НДІ ВВС.
З 1989 року льотчик-випробувач 929-го Державного льотно-випробувального центру імені Чкалова в місті Ахтубінську Астраханської області.
З 2003 року Лаптєв був заступником начальника цього центру з льотної підготовки.
Лаптєв провів великий курс робіт, спрямований на випробування нових літаків різних типів і модифікацій. Особливо великий внесок він вніс в ході випробувань літаків Су-24 та Су-34.
У 2008–2009 роках був тимчасово виконуючим обов'язки начальника центру імені Чкалова.

## Нагороди та відзнаки
- Указом Президента Російської Федерації № 1101 від 20 вересня 2005 за «мужність і героїзм, проявлені при випробуванні нової авіаційної техніки» полковник Андрій Лаптєв був удостоєний високого звання Героя Російської Федерації з врученням медалі «Золота Зірка» за номером 858.
- Льотчик-випробувач 1-го класу.
- 3 ордена Мужності
- орден «За військові заслуги»
- медалі.